# Elecciones presidenciales de Finlandia de 2006
Las elecciones presidenciales se celebraron en Finlandia los días 15 y 29 de enero de 2006 y dieron lugar a la reelección de Tarja Halonen como Presidente de Finlandia por un segundo mandato de seis años.
La primera ronda de votación en las elecciones presidenciales finlandesas siempre tiene lugar el tercer domingo de enero, en este caso el 15 de enero de 2006. Como ningún candidato recibió más de la mitad de los votos, el 29 de enero se realizó una segunda ronda entre los dos más altos candidatos de la primera ronda, Tarja Halonen y Sauli Niinistö. Tarja Halonen, la titular, ganó la ronda final en 3,6 puntos porcentuales. El nuevo presidente electo asumió formalmente el cargo para su segundo mandato el 1 de marzo, y lo habría hecho el 1 de febrero, si no hubiera sido necesaria una segunda vuelta (Constitución 55 §).
La votación anticipada es posible en las elecciones finlandesas, y las fechas para esto en la primera ronda fueron el 4, 5 y 7 al 10 de enero. Los ciudadanos finlandeses que voten en el extranjero podrían votar del 4 al 7 de enero. [2] Una ventaja para avanzar en la votación es que quienes lo hacen tienen una selección más amplia de colegios electorales (típicamente oficinas postales, como la que se muestra aquí), mientras que en el día de las elecciones los colegios electorales son fijos, generalmente escuelas, bibliotecas o ayuntamientos.

## Candidatos
Los candidatos se enumeran a continuación siguiendo sus números de candidato. Esta lista fue confirmada por el Comité del Distrito Electoral de Helsinki el 15 de diciembre de 2005.
1. La ley establece que los números de los candidatos comienzan en el número 2. Hay varias justificaciones, como evitar que cualquier candidato use el lema "número 1" para publicidad, evitar la ambigüedad entre los números 1 y 7, o evitar que los votos se descarten accidentalmente debido a un parecido a un tickmark.
2. Bjarne Kallis (Demócrata Cristianos)
3. Sauli Niinistö (Coalición Nacional)
4. Timo Soini (Verdaderos Finlandeses)
5. Heidi Hautala (Liga Verde)
6. Henrik Lax (Partido Popular Sueco)
7. Matti Vanhanen (Partido del Centro)
8. Arto Lahti (Independiente)
9. Tarja Halonen (Partido Socialdemócrata)

## Temas
El tema principal de la discusión en la campaña que precedió a las elecciones fue el poder del presidente y si deberían limitarse aún más. La candidata de la Liga Verde, Heidi Hautala, sugirió que se despojara completamente al Presidente de todos los poderes relacionados con asuntos exteriores y política exterior, pero esta propuesta encontró una fiera resistencia de los tres candidatos de los partidos más grandes: Tarja Halonen, Matti Vanhanen y Sauli Niinistö. Halonen, el principal candidato de izquierda y presidente en ejercicio, ha indicado además que los poderes del presidente tampoco deberían aumentar, ya que, en su opinión, reduciría el grado de toma de decisiones democrática.
Otro tema importante de las elecciones fue la amenaza del terrorismo internacional y la forma de contrarrestarlo. El principal candidato derechista, Sauli Niinistö, declaró en el último debate presidencial que consideraría la pertenencia de Finlandia "en una Organización del Tratado del Atlántico Norte (OTAN) más europea" después de 2008 para lograr tal fin, pero esto fue fuertemente rechazado por la otros principales candidatos. El único candidato que abraza abiertamente la membresía de la OTAN fue el otro candidato derechista, Henrik Lax, del Partido Popular Sueco. Según una encuesta realizada por la agencia de encuestas Taloustutkimus en julio de 2005, la mayoría de los finlandeses cree que la pertenencia a la OTAN aumentaría el riesgo de terrorismo internacional en Finlandia en lugar de disminuirlo. Esta es también la opinión sostenida por Vanhanen, del Center Party y Halonen.
Otros temas incluyeron valores cristianos enfatizados por Bjarne Kallis; lazos más fuertes alrededor del Mar Báltico y una Unión Europea más fuerte por Henrik Lax; crítica de la UE por Timo Soini y el estado de la iniciativa empresarial y el regreso de Karelia por Arto Lahti.
Sauli Niinistö planteó el estado del trabajo como otro tema. Su lema de campaña fue "Presidente de los trabajadores" (Työväen presidentti) y esto provocó a muchos activistas sindicales y partidarios y votantes de izquierda. Sin embargo, también fue criticado por tratar de atraer a los votantes de izquierda para que voten por él con este lema. La campaña de Niinistö declaró que no había ni "trabajo de izquierdas" ni "trabajo de derechas", sino solo trabajo finlandés para el bienestar finlandés.

## Resultados
Resultados de la primera vuelta
| Candidato      | Partido                 | Votos     | %      |
| -------------- | ----------------------- | --------- | ------ |
| Tarja Halonen  | Partido Socialdemócrata | 1 397 030 | 46,31  |
| Sauli Niinistö | Coalición Nacional      | 725 866   | 24,06  |
| Matti Vanhanen | Partido del Centro      | 561 990   | 18,63  |
| Heidi Hautala  | Liga Verde              | 105 248   | 3,49   |
| Timo Soini     | Verdaderos Finlandeses  | 103 492   | 3,43   |
| Bjarne Kallis  | Demócrata Cristianos    | 61 483    | 2,04   |
| Henrik Lax     | Partido Popular Sueco   | 48 703    | 1,61   |
| Arto Lahti     | Independiente           | 12 989    | 0,43   |
| Total          | Total                   | 3 016 801 | 100,00 |

Resultados de la segunda vuelta
| Candidato      | Partido                 | Votos     | %      |
| -------------- | ----------------------- | --------- | ------ |
| Tarja Halonen  | Partido Socialdemócrata | 1 630 980 | 51,79  |
| Sauli Niinistö | Coalición Nacional      | 1 518 333 | 48,21  |
| Total          | Total                   | 3 149 313 | 100,00 |